# Paralasonia australis
Paralasonia australis är en insektsart som beskrevs av Frederick Arthur Godfrey Muir 1924. Paralasonia australis ingår i släktet Paralasonia och familjen Nogodinidae. Inga underarter finns listade i Catalogue of Life.